# Ernst Friedrich Jester

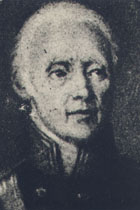
Ernst Friedrich Jester.

Ernst Friedrich Jester, född 9 oktober 1743 i Königsberg (nuvarande Kaliningrad), död där 14 april 1822, var en tysk skogsman.
Jester var chef för skogsstyrelsen i Königsberg. Han utgav Ueber die kleine Jagd zum Gebrauch angehender Jagdliebhaber (fyra delar, 1793-97, ny utökad upplaga 1817). På svenska utkom Afhandling om harjagt med stöfware (1828), Grundlig afhandling öfver rapphönshundars dressering (1829), Gräfsvins-jagten, med anvisning att inöfva taxhundar (1831) och Afhandling om harjagt (1832). Dessutom utgavs långt senare Tre småskrifter om jakthundar (sammanställda av Nils Palmborg, 1967).